# 犍度
犍度（けんど、巴: khandhaka、カンダカ）とは、上座部仏教の『パーリ仏典』「パーリ律」において、出家修行者（比丘・比丘尼）が属する僧伽（僧団）内の作法・規則や、その由来を説いた領域のこと。
以下の2篇から成る。
1. 大品（だいほん、巴: Mahā-vagga, マハー・ヴァッガ）
2. 小品（しょうほん、巴: Culla-vagga, チュッラ・ヴァッガ）

## 大品
1. 大犍度（Mahakkhandhakaṃ） - 僧伽に参加するための出家・具足戒受戒の規則・制度である「十衆白四羯磨具足戒法」の制定経緯について。漢訳の律における「受戒犍度」に相当。
  1. 初誦品
5.梵天勧請
6.初転法輪
  2. 第二誦品
  3. 第十誦品
2. 布薩犍度（Uposathakkhandhakaṃ） - 布薩における作法。
3. 入雨安居犍度（Vassūpanāyikakkhandhakaṃ） - 雨安居における作法。
4. 自恣犍度（Pavāraṇakkhandhakaṃ） - 雨安居の最終日に行われる反省会である自恣（じし）における作法。
5. 皮革犍度（Cammakkhandhakaṃ） - 皮革の扱いに関する規則。
6. 薬犍度（Bhesajjakkhandhakaṃ） - 薬・食物に関する規則。
7. 迦絺那衣犍度（Kaṭhinakkhandhakaṃ） - 雨安居後の移動で泥汚れしてしまう三衣を補修するための衣である迦絺那衣（かちなえ）の扱いに関する規則。
8. 衣犍度（Cīvarakkhandhakaṃ） - 衣類に関する規則。
9. 瞻波犍度（Campeyyakkhandhakaṃ） - チャンパー（瞻波）で起きた問題に因んで設けられた規則。
10. 拘睒弥犍度（Kosambakkhandhakaṃ） - コーサンビー（拘睒弥）で起きた問題に因んで設けられた規則。

## 小品
1. 羯磨犍度 - 羯磨（こんま、かつま、（処罰に関する）僧団全体会議）に関する規則。苦切羯磨・依止羯磨・駆出羯磨・下意羯磨・不見罪挙羯磨・不懺悔罪挙羯磨・不捨悪見挙羯磨など。
2. 別住犍度 - 僧残罪での謹慎措置に関する規則。
3. 集犍度 - 謹慎中の再犯者に関する規則。
4. 滅諍犍度 - 僧伽（僧団）内紛争の調停に関する規則。
5. 小事犍度 - 僧伽（僧団）内の集団生活に関する規則。
6. 臥坐具犍度 - 寺院の固定資産・備品などに関する規則。
7. 破僧犍度 - 提婆達多による破僧事件の経緯。
8. 儀法犍度 - 客比丘の接待法などに関する規則。
9. 遮説戒犍度 - 犯罪比丘の羯磨参加を制止する措置に関する規則。
10. 比丘尼犍度 - 比丘が比丘尼に接する際の規則。
11. 五百結集犍度 - 第一結集の経緯・顛末。
12. 七百結集犍度 - 第二結集の経緯・顛末。

## 日本語訳
- 『南伝大蔵経 律蔵3-4』（第3巻-第4巻） 大蔵出版